# سیارک ۲۵۶۰۲
سیارک ۲۵۶۰۲ (به انگلیسی: 25602 Ucaronia، نامگذاری:2000AA3) بیست و پنج هزار و ششصد و دومین سیارک کشف شده‌است که در ۲ ژانویه ۲۰۰۰ کشف شد.
قدر مطلق سیارک برابر ۱۰.۲ است.